# Fluorapophyllit-(Na)
Fluorapophyllit-(Na) ist ein selten vorkommendes Mineral aus der Gruppe der Apophyllite innerhalb der Mineralklasse der „Silikate und Germanate“. Es kristallisiert im orthorhombischen Kristallsystem mit der chemischen Formel NaCa4[F|(Si4O10)2]·8H2O, ist also chemisch gesehen ein wasserhaltiges Natrium-Calcium-Silicat mit zusätzlichen Fluoridionen, das strukturell zu den Schichtsilikaten (Phyllosilikaten) gehört.
Fluorapophyllit-(Na) ist das Endglied der Fluorapophyllit-(Na)-Fluorapophyllit-(K)-Pseudo-Mischkristallreihe, welche den Wechsel zwischen orthorhombischer und teragonaler Symmetrie überbrückt. Die Kristalle an der Typlokalität zeigen eine kontinuierliche und diskontinuierliche Zonierung mit Randbereichen aus K-reichem Fluorapophyllit-(K) und Kernbereichen aus Na-reichem Fluorapophyllit-(Na). An der Typlokalität können Fluorapophyllit-(Na) und Fluorapophyllit-(K) durch unterschiedliche Färbungen visuell voneinander unterschieden werden, jedoch sind für eine genaue Zuordnung röntgendiffraktometrische und/oder chemische Analysen notwendig.
Fluorapophyllit-(Na) bildet idiomorphe bis subidiomorphe, bis 1 mm große Kristalle, die durch die mehr oder weniger im Gleichgewicht stehende Ausbildung der Pinakoide {100}, {010} und {001} sowie der Dipyramide {111} pseudotetragonal bis pseudokubisch erscheinen. Sie sind entweder farblos bis weiß oder bräunlichgelb bis gelblichbraun. An der Typlokalität kommen sie in einer kontaktmetamorphen Magnetit-Lagerstätte in zwischen Graniten und Marmoren auftretenden Skarnen vor.

## Etymologie und Geschichte
Orthorhombische, generell fluorreiche Varietäten von kaliumbetonten Apophylliten wurden bereits in den 1960er Jahren beschrieben. Obwohl Natrium in solchen kaliumbetonten Apophylliten (die heute den Namen „Fluorapophyllit-(K)“ tragen) das Kalium bis zu einem bestimmten Grad substituieren kann, sind Apophyllite, in denen die Gehalte von Natrium diejenigen von Kalium übersteigt, erst seit Mitte der 1970er Jahre bekannt. Ein Team von japanisch-kanadischen Wissenschaftlern um den Geologen Professor Hiroharu Matsueda hat diese Apophyllite detailliert untersucht und konnte feststellen, dass es sich bei diesen natriumreichen Phasen generell um orthorhombische und fluorbetonte Vertreter der Apophyllite handelt, mithin ein neues Mineral vorliegt. Das Mineral wurde im Oktober 1976 von der International Mineralogical Association (IMA) anerkannt und 1981 von Hiroharu Matsueda, Yasunori Miura und John Rucklidge als Natroapophyllit beschrieben. Benannt wurde es nach der Dominanz von Natrium gegenüber Kalium und nach der kristallchemischen Verwandtschaft zu anderen Vertretern der Apophyllitgruppe. Im Jahre 2008 benannte Ernst Burke die Vertreter der Apophyllitgruppe um, wodurch aus Natroapophyllit „Apophyllit-(NaF)“ wurde. Diese Umbenennung wurde 2015 rückgängig gemacht und zur Abgrenzung der einzelnen Spezies nun das dominierende einwertige Kation als Suffix in Klammern an den Mineralnamen angehängt und das dominierende tetraederfremde Anion als Präfix dem Mineralnamen vorangestellt. Der von der IMA anerkannte Mineralname lautet nun Fluorapophyllit-(Na).
Typmaterial des Minerals wird im Nationalmuseum der Naturwissenschaften, Shinjuku bei Tokio, (Katalog-Nr. M21067); im Institute of Mining Geology der Akita International University, Akita, Japan; sowie im National Museum of Natural History, Washington, D.C., USA (Katalog-Nr. 136398) aufbewahrt.

## Klassifikation
In der veralteten 8. Auflage der Mineralsystematik nach Strunz war der Fluorapophyllit-(Na) noch nicht aufgeführt.
In der zuletzt 2018 überarbeiteten Lapis-Systematik nach Stefan Weiß, die formal auf der alten Systematik von Karl Hugo Strunz in der 8. Auflage basiert, erhielt das Mineral die System- und Mineralnummer VIII/H.01-010. Dies entspricht der Klasse der „Silikate“ und dort der Abteilung „Schichtsilikate“, wo Fluorapophyllit-(Na) zusammen mit Fluorapophyllit-(K) und Hydroxyapophyllit-(K) eine unbenannte Gruppe mit der Systemnummer VIII/H.01 bildet.
Die von der International Mineralogical Association (IMA) zuletzt 2009 aktualisierte 9. Auflage der Strunz’schen Mineralsystematik ordnet den Fluorapophyllit-(Na) ebenfalls in die Abteilung „Schichtsilikate (Phyllosilikate)“ ein. Diese ist weiter unterteilt nach der Struktur der Schichten, so dass das Mineral in der Unterabteilung „Einfache Tetraedernetze mit 4-, 5-, (6-) und 8-gliedrigen Ringen“ zu finden ist, wo es zusammen mit Fluorapophyllit-(K) und Hydroxyapophyllit-(K) die „Apophyllitgruppe“ mit der Systemnummer 9.EA.15 bildet.
In der vorwiegend im englischen Sprachraum gebräuchlichen Systematik der Minerale nach Dana hat Fluorapophyllit-(Na) die System- und Mineralnummer 72.03.01.03. Auch dies entspricht der Klasse der „Silikate“ und dort der Abteilung „Schichtsilikate: Zweidimensionale unbegrenzte Lagen mit anderen als sechsgliedrigen Ringen“. Hier findet er sich innerhalb der Unterabteilung „Schichtsilikate: Zweidimensionale unbegrenzte Lagen mit anderen als sechsgliedrigen Ringen: 3-, 4- oder 5-gliedrige Ringe und 8-gliedrige Ringe“ in der „Apophyllitgruppe (4- und 8-gliedrige Ringe)“, in der auch Apophyllit, Fluorapophyllit-(K), Hydroxyapophyllit-(K) und Carletonit eingeordnet sind.

## Chemismus
Fluorapophyllit-(Na) hat (auf Basis von 8 Si-Atomen pro Formel) die gemessene Zusammensetzung (Na0,90K0,06)Σ=0,96Ca4,13Si8O20,07F1,09·8,6H2O, was zu NaCa4Si8O20F·8H2O idealisiert wurde. Die natriumreichste Probe von der Typlokalität weist einen Gehalt von 3,05 Gew.-% Na2O auf.
Formal und aus chemischer Sicht kann Fluorapophyllit-(Na) als das natriumdominante Analogon des kaliumdominierten Fluorapophyllit-(K) aufgefasst werden. Beide bilden allerdings keine kontinuierliche Mischkristallreihe, zumal auch nicht bekannt ist, bei welcher Zusammensetzung der Wechsel zwischen orthorhombischer und tetragonaler Symmetrie erfolgt und ob Mischungslücken vorhanden sind.

## Kristallstruktur
Fluorapophyllit-(Na) kristallisiert im orthorhombischen Kristallsystem in der Raumgruppe Pnnm (Raumgruppen-Nr. 58) mit den Gitterparametern a = 8,875 Å, b = 8,881 Å und c = 15,79 Å sowie zwei Formeleinheiten pro Elementarzelle.
Die Struktur von Fluorapophyllit-(Na) baut sich aus Schichten bzw. Netzen aus Viererringen mit eckenverknüpften [SiO4]4−-Tetraedern auf, die bezüglich der c-Achse alternierend nach oben und nach unten zeigen. Die zwischen den Tetraederschichten befindlichen Schichten enthalten die Calcium- und Natrium-Atome. Fluorapophyllit-(Na) ist essentiell isotyp bzw. isostrukturell zu Fluorapophyllit-(K) und Hydroxyapophyllit-(K), wobei Kalium durch Natrium substituiert wird. Die Ionenpaare Si, Ca, O(2), O(3), O(4) haben aufgrund der Erniedrigung der Symmetrie von tetragonal zu orthorhombisch zwei unabhängige Koordinaten-Sets. Die Tetraeder um die beiden Silicium-Atome weisen leicht unterschiedliche Konfigurationen auf und bilden Viererringe um die zweizählige Achse. Achterringe aus eckenverknüpften [SiO4]4−-Tetraedern befinden sich ebenfalls in dieser Ebene, wodurch eine Schichtstruktur parallel zur sehr vollkommenen Spaltbarkeit nach {001} gebildet wird. Die Calcium- und Natrium-Polyeder im Fluorapophyllit-(Na) sind im Vergleich zu den tetragonalen Vertretern der Apophyllitgruppe deutlich mehr verzerrt, was an der Substitution von Kalium durch Natrium liegt.

## Eigenschaften

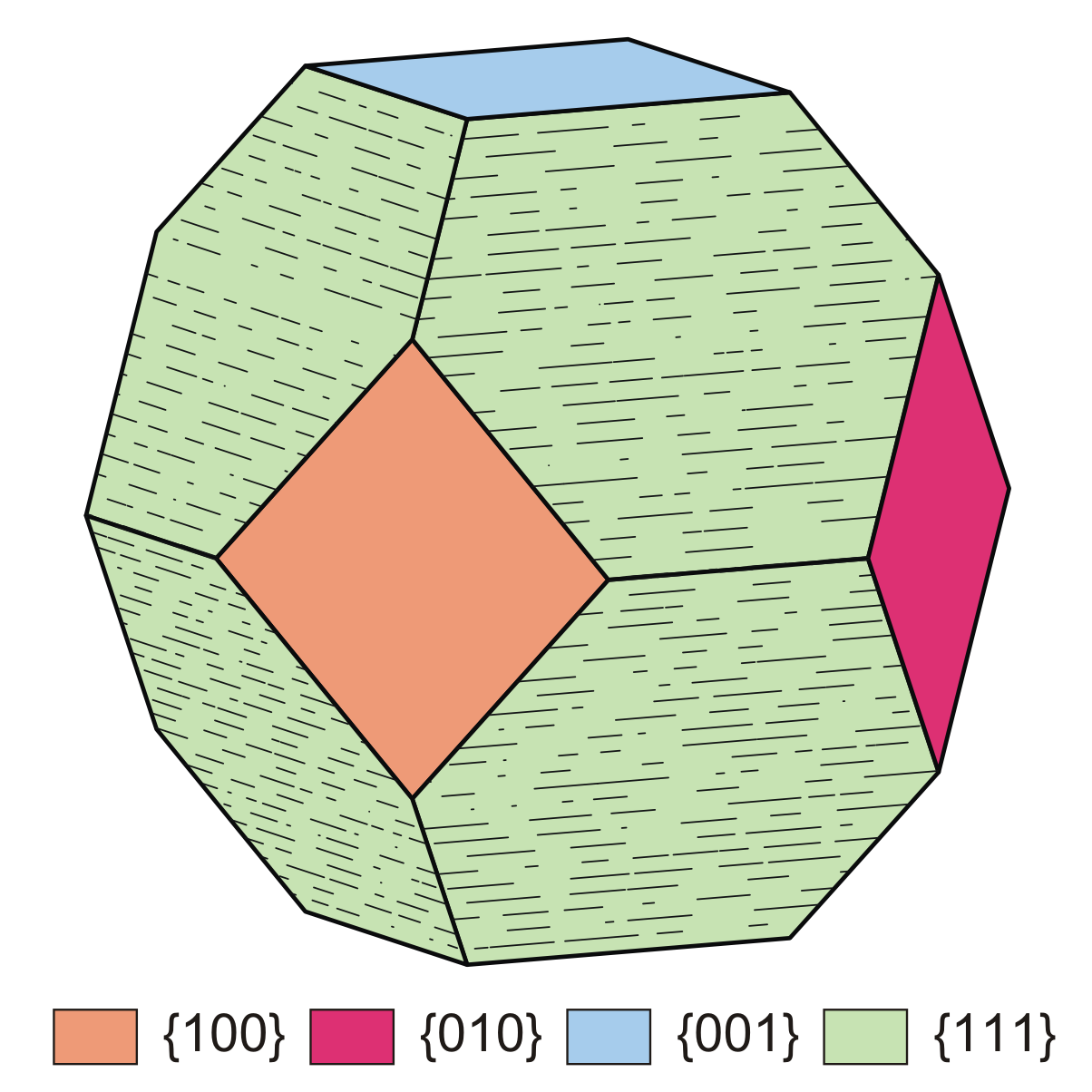
Tracht und Habitus eines Fluorapophyllit-(Na)-Kristalls

### Morphologie
Fluorapophyllit-(Na) bildet bis zu 2 mm große, idiomorphe bis subidiomorphe Kristalle, die Kombinationen aus den Pinakoiden {100}, {010} und {001} sowie der orthorhombischen Dipyramide {111} darstellen. Die Flächen von {111} sind häufig senkrecht zur c-Achse [001] gestreift. Da sich die erwähnten Flächenformen meist im Gleichgewicht befinden, wirken die Kristalle pseudotetragonal bis nahezu pseudokubisch. In allen bekannten Fällen handelt es sich um zusammengesetzte Kristalle derart, dass der Innenbereich aus Fluorapophyllit-(Na) und der Randbereich der Kristalle aus Fluorapophyllit-(K) besteht. Das ist auch der Grund dafür, dass die externe Morphologie der zusammengesetzten Kristalle dem Fluorapophyllit-(K) ähnelt.

### Physikalische und chemische Eigenschaften
Fluorapophyllit-(Na) ist entweder farblos bis weiß oder bräunlichgelb bis gelblichbraun gefärbt, die Strichfarbe des Minerals ist hingegen immer hellgrau. Die Oberflächen der durchscheinenden bis durchsichtigen Kristalle weisen glas- bis perlmuttartigen Glanz auf.
Im Dünnschliff ist Fluorapophyllit-(Na) farblos. Als orthorhombisches Mineral ist sein optischer Charakter zweiachsig positiv; der Achsenwinkel 2V beträgt 32° (gemessen) bzw. 62° (berechnet).
Fluorapophyllit-(Na) weist eine sehr vollkommene Spaltbarkeit nach {001} und eine zweite, deutlich schlechtere Spaltbarkeit nach {110} auf. Mit einer Mohshärte von 4 bis 5 gehört Fluorapophyllit-(Na) zu den mittelharten Mineralen, die sich wie die Referenzminerale Fluorit und Apatit mehr oder weniger leicht mit einem Taschenmesser ritzen lassen. Die gemessene Dichte für Fluorapophyllit-(Na) beträgt 2,50 g/cm³, die berechnete Dichte liegt bei 2,30 g/cm³. Die Unterschiede lassen sich darauf zurückführen, dass im Fluorapophyllit-(Na) Einschlüsse der deutlich schwereren Minerale Calcit und Fluorit vorhanden sind.
Das Mineral ist in 1:1 verdünnter Salzsäure und 1:1 verdünnter Salpetersäure leicht löslich.

## Modifikationen und Varietäten
Fluorapophyllit-(Na)-Kristalle aus der Typlokalität und aus vielen anderen Lokalitäten sind kontinuierlich oder diskontinuierlich zoniert. Sie weisen immer einen Kern aus Fluorapophyllit-(Na) auf, dem ein mehr oder weniger dünner Saum aus Fluorapophyllit-(K) aufgewachsen ist. In der Fengjiashan Mine besteht der Kern der „Apophyllit“-Kristalle aus Fluorapophyllit-(Na) mit (Na0,8K0,2) und der Randbereich aus formelreinem Fluorapophyllit-(K) mit (K1,0). Untersuchungen darüber, ob alle Apopophyllite dieser Lagerstätte zonierte Verwachsungen aus Fluorapophyllit-(Na) und Fluorapophyllit-(K) darstellen, fehlen.

## Bildung und Fundorte

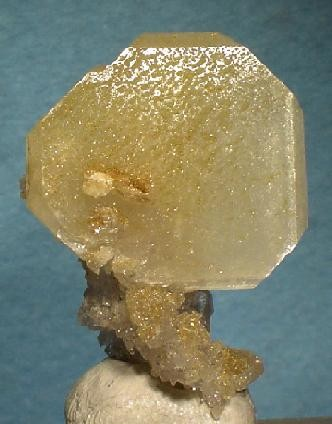
Dünntafeliger Fluorapophyllit-(Na)-Kristall aus der Fengjiashan Mine bei Daye, Hubei, China (Größe: 3,5 cm × 2,7 cm × 2,0 cm)

Unter den weltweit bisher (Stand 2016) rund 1100 für „Apophyllit“ bekannten Fundstellen gibt es lediglich ca. 10 Lokalitäten, in denen das Mineral Fluorapophyllit-(Na) identifiziert worden ist. Die Typlokalität des Fluorapophyllit-(Na) ist die „Sampo Mine“ (Shitouyouze, Bicchu-cho), die sich einige zehn Kilometer westlich der Stadt Takahashi in der Präfektur Okayama innerhalb der Region Chūgoku auf Honshū in Japan befindet.
An der Typlokalität kommt der Fluorapophyllit-(Na) in einer kontaktmetamorphen bzw. kontaktmetasomatischen Magnetit-Lagerstätte in zwischen Graniten und Marmoren auftretenden Skarnen vor. Die Lagerstätte entstand am Kontakt von paläozoischen Kalksteinen und Schiefern mit einem spätkretazischen Granit. Das Mineral trat hier auf der 9. Sohle der Grube, im „Weißen Skarn“ innerhalb des Erzkörpers No. I Yoshiki, nahe dem Kontakt zum Marmor, auf. Begleitminerale sind Zeophyllit, Cuspidin, Fluorapophyllit-(K) und Calcit sowie Andradit, Xonotlit, Fluorit, Wollastonit, ein Klinopyroxen der Diopsid-Hedenbergit-Reihe, Magnetit, Quarz und gediegen Wismut. Die fluorhaltigen Silicate Zeophyllit und Apophyllit kristallisierten während eines hydrothermalen Alterationsstadiums, das nach der durch die Granitintrusion verursachten Thermometamorphose und der Skarnbildung stattfand. Der Weiße Skarn bildete sich durch Fluormetasomatose aus Ferrobustamit- und Wollastonit-Andradit-Skarnen.
Zu den weiteren Fundstellen zählen mehrere Lokalitäten in den Vereinigten Staaten in Nordamerika. Fluorapophyllit-(Na) ist dort aus der „Goldstrike Mine“, Lynn District, Eureka County, Nevada, in Form von klaren pseudokubischen Kristallen bis 2 mm Größe aus Gängen, die durch ein Kalksilikatgestein setzen, bekannt. Ferner aus der „Getchell Mine“ am Adam Peak im Potosi District, Osgood Mts., Humboldt Co., Nevada, aus einem Bohrkern. Daneben aus dem „Palmer-Schacht“ der Franklin Mine bei Franklin im gleichnamigen Mining District, Sussex County, New Jersey, sowie aus dem „Valley Landfill Pit“ (S2F Quarry) bei Coffin Butte im Benton Co., Oregon. Von der Lokalität „Black Rock“ bei Morden an der Bay of Fundy, Kings Co., Nova Scotia, Kanada, zusammen mit Quarz.
Aus der „Fengjiashan Mine“ (Daye Copper Mine), Daye, bezirksfreie Stadt Huangshi, Provinz Hubei, China, in zonierten Kristallen mit Hubeit, Inesit, Quarz, Pyrit und Calcit. Die farblosen, immer dünn- oder dicktafeligen Kristalle erreichen Kantenlängen von bis zu 10 cm.
Von der Macquarieinsel (Macquarie Island) bei Tasmanien, Australien.
In Europa aus einem Amazonit-Pegmatit bei Laitila in der Landschaft Varsinais-Suomi, Finnland, und dem „Boghill Quarry“ bei Glengormley im Distrikt Antrim and Newtownabbey, Nordirland, Vereinigtes Königreich. Fundstellen in Deutschland, Österreich und der Schweiz sind unbekannt.